# Казнь в Сайгоне

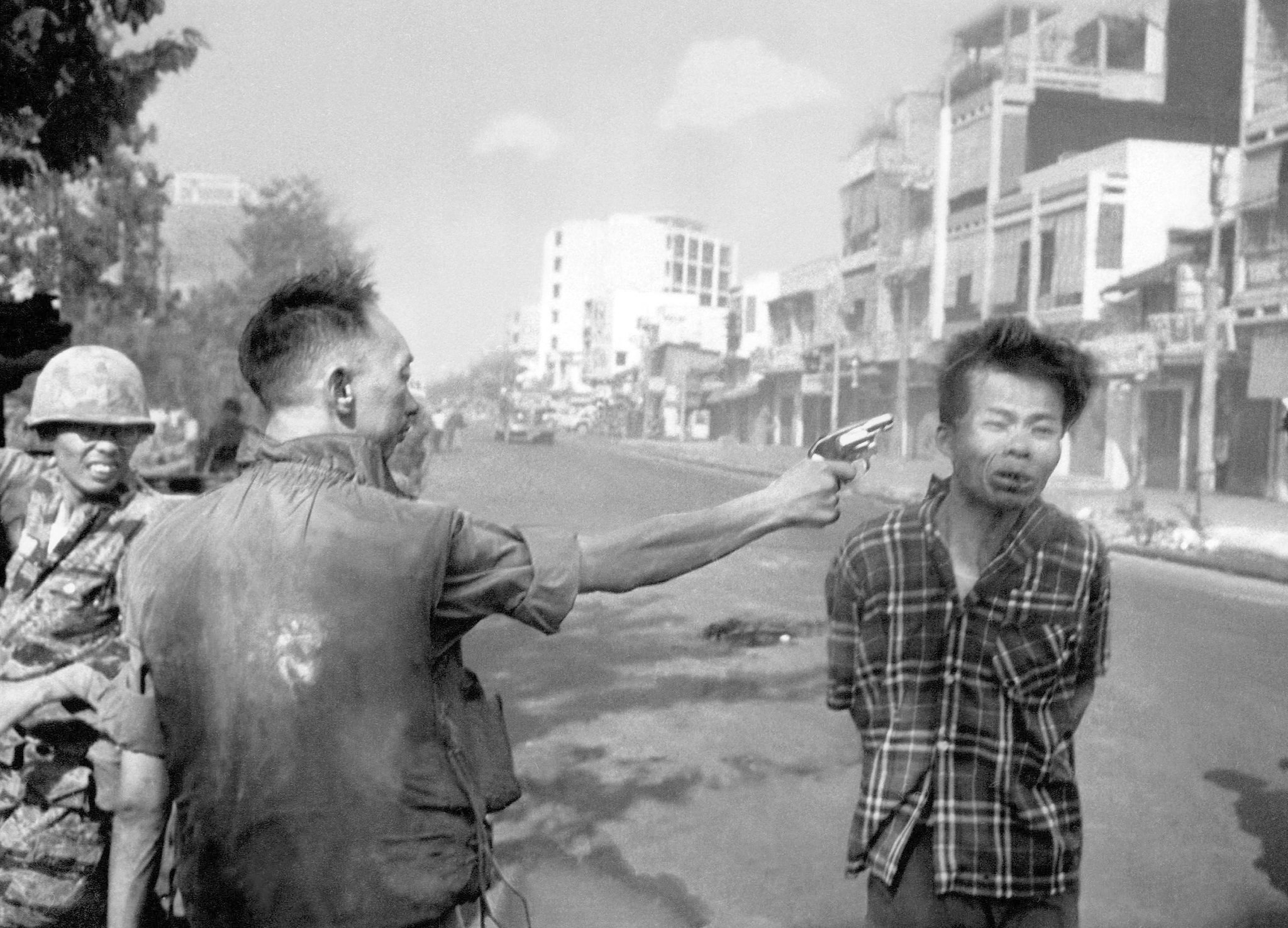
«Казнь в Сайгоне»

«Казнь в Сайгоне» — фотография 1968 года, сделанная фотожурналистом агентства Ассошиэйтед Пресс Эдди Адамсом во время Тетского наступления Вьетнамской войны. На снимке изображён южновьетнамский бригадный генерал Нгуен Нгок Лоан, расстреливающий капитана Вьетконга Нгуен Ван Лема у пагоды Ан Куанг в Сайгоне. Фотография была широко опубликована американскими СМИ на следующий день и впоследствии принесла Адамсу Пулитцеровскую премию за новостную фотографию 1969 года.

## Предыстория
Нгуен Ван Лем был капитаном вьетконговских сил и известен под позывным Бай Лоп. Вместе со своей женой Нгуен Тхи Лоп он вёл подпольную деятельность по торговле оружием в Сайгоне, используя в качестве прикрытия бизнес по продаже шин.
Нгуен Нгок Лоан был начальником Национальной полиции Республики Вьетнам (RVNP) и бригадным генералом Армии Республики Вьетнам (ARVN). Он предвидел Тетское наступление и отвечал за координацию действий ARVN в Сайгоне, включая командование RVNP при захвате пагоды Ан Куанг, которую использовали как базу боевики Вьетконга.
Эдди Адамс был военным фотографом, работавшим на агентство Ассошиэйтед Пресс. До этого он служил в морской пехоте США. Адамс славился бесстрашием, способностью работать в непосредственной близости от опасности и умением оказываться в нужное время в нужном месте. Он освещал события во Вьетнаме с 1965 года. 1 февраля 1968 года Адамс узнал от телекомпании NBC о боевых действиях в районе Тёлон. Он встретился с журналистом NBC Говардом Такнером, операторами Во Хуинь и Во Суу, а также звукооператором Ле Фук Дин. Вместе они отправились на автомобиле в Тёлон для освещения конфликта.

## Казнь
Съёмочные группы NBC и АП прибыли в пагоду Ан Куанг утром того же дня. К полудню, не обнаружив ничего интересного, они готовились уехать. Также присутствовал оператор ABC. Тем временем Лем был схвачен морскими пехотинцами ARVN в гражданской одежде. Морские пехотинцы доставили его к месту, где находились журналисты. Журналисты заметили это; операторы NBC и ABC начали снимать. Лоан приказал морскому пехотинцу убить Лема, но тот не хотел этого делать. Тогда Лоан вытащил свой пистолет — револьвер Smith & Wesson Bodyguard калибра .38 Special. Корреспондент ABC был напуган Лоаном и прекратил съёмку. Адамс считал, что это была лишь тактика запугивания, но всё же приготовился сделать фотографию. Лоан выстрелил в Лема. В этот момент Адамс сделал снимок, запечатлев момент, когда пуля всё ещё находилась в голове Лема. Лем упал на землю, кровь хлынула из раны. Лоан объяснил свои действия журналистам, сославшись на американцев и южновьетнамцев, которые погибли. Один из морских пехотинцев положил пропагандистский листок Вьетконга на лицо Лема. Его тело оставили на улице, а позже перенесли в братскую могилу.

## Оправдания

### Лоан в интервью
В книге Орианы Фаллачи «Ничего, и так тому и быть» Лоан в интервью 1968 года объяснил своё решение застрелить Лема тем, что тот «был без формы, а я не могу уважать человека, который стреляет без формы... Я был в ярости». В более позднем интервью 1972 года журналу Harper's Magazine Лоан, отвечая на вопрос о причинах убийства Лема, сказал: «Когда вы видите человека в гражданской одежде с револьвером, убивающего ваших людей... что вы должны делать? Мы знали, кто этот человек. Его звали Нгуен Тан Дат, он же Хан Сон. Он был командиром сапёрного подразделения. Он убил полицейского и плюнул в лицо людям, которые его задержали».

### Предыдущие действия Лема
В рамках Тетского наступления Вьетконг проводил целенаправленные убийства видных лиц, выступавших против Вьетконга. Некоторые авторы предполагают, что Лем был причастен к таким действиям. В 1980-х годах появилась история о том, что Лем только что убил майора полиции, подчиненного и близкого друга генерала Лоана, а также всю семью майора. Эдди Адамс поверил в эту историю и неоднократно её повторял: «Оказывается, лейтенант Вьетконга, убитый на фотографии, ранее убил майора полиции — одного из лучших друзей генерала Лоана — всю его семью: жену, детей. Это вещи, о которых мы не знали в то время». «У меня не было фотографии, где этот лейтенант Вьетконга убивает семью». В 2008 году появилась новая версия, в которой утверждалось, что Лем убил семью подполковника Нгуен Туана, который не был подчиненным генерала Лоана, а офицером бронетанковых войск ARVN. Историк Вьетнамской войны Эдвин Э. Мойз считает, что эта история является южновьетнамской пропагандой, отмечая, что более поздние рассказы о действиях Лема не входили в первоначальные объяснения Лоана. Историк Макс Гастингс, принимая во внимание эту позицию, сказал: «Правда никогда не будет известна». Схожую скептическую оценку высказал исследователь Кристофер Сондерс.
Согласно другим версиям, Лем был перебежчиком, работавшим одновременно на полицию и Вьетконг, или мелким информатором Вьетконга, которого схватили при попытке побега.

## Реакция
Событие получило широкое освещение в США в последующие дни. Фотография была опубликована в большинстве американских газет на следующее утро, а вечером 20 миллионов человек увидели её экранизацию в программе NBC «The Huntley–Brinkley Report». Различные организации и американские политики также высказались по поводу этого события.
Фотография часто описывается как вызвавшая значительный сдвиг в общественном мнении США против войны. Однако историк Дэвид Перлмуттер не нашёл достаточных доказательств, подтверждающих это утверждение.

## Фотограф

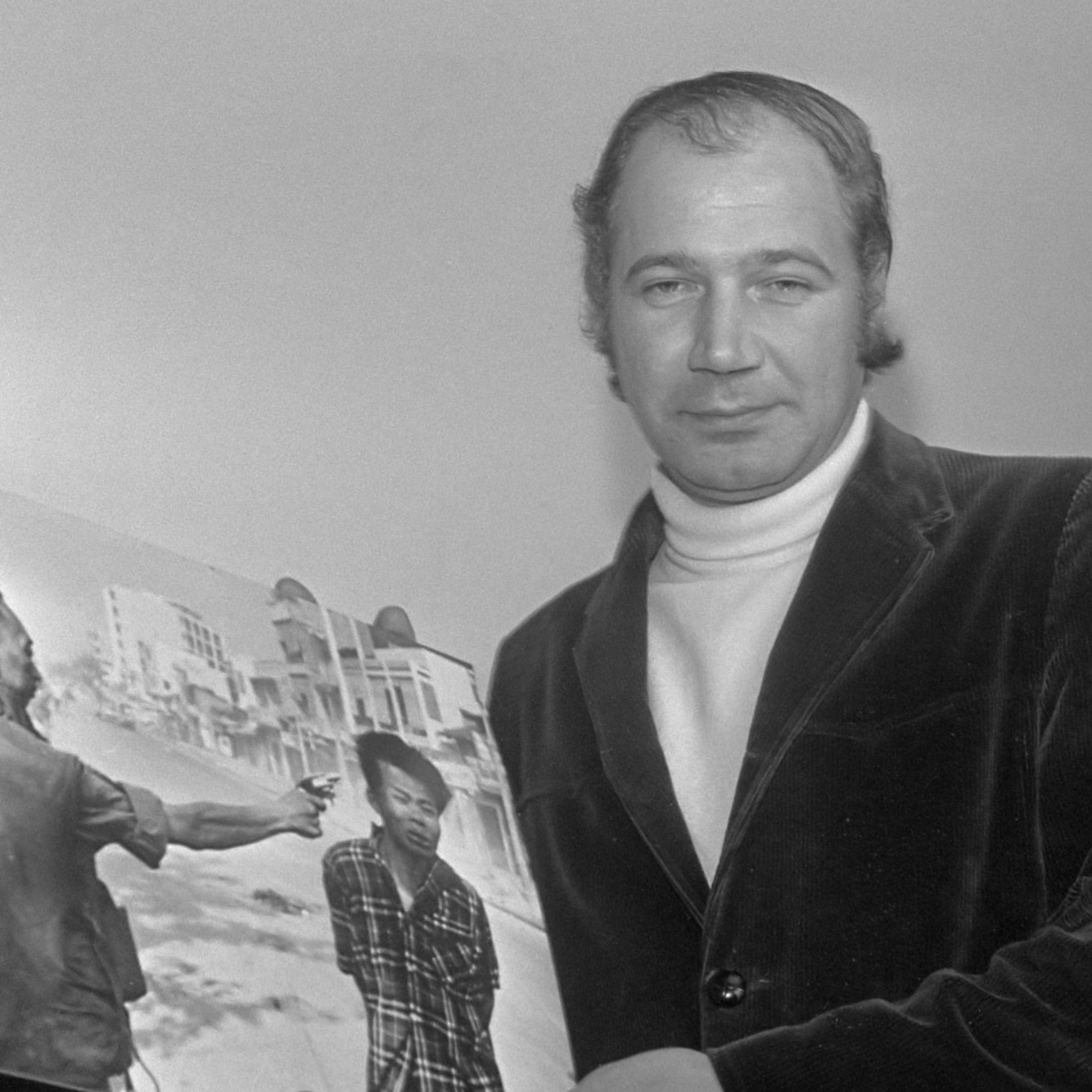
Эдди Адамс с фотографией, 1969 год

Фотография стала преследовать Адамса: «Я получал деньги за то, что запечатлел убийство одного человека другим. Две жизни были разрушены, а я получал за это деньги. Я был героем». Позже он развил эту мысль: «На этой фотографии погибли два человека. Генерал убил вьетконговца; я убил генерала своим фотоаппаратом». 
Бен Райт, заместитель директора по коммуникациям Центра американской истории имени Дольфа Бриско, сказал о фотографии: «В природе неподвижного изображения есть что-то, что глубоко воздействует на зрителя и остаётся с ним. Киносъёмка расстрела, хотя и ужасающая, не вызывает таких же чувств срочности и острой трагедии».

## Последствия
Нгуен Нгок Лоан продолжал служить в должности бригадного генерала и начальника полиции до тех пор, пока не был ранен в бою в мае того же года. В 1975 году он покинул Южный Вьетнам во время падения Сайгона и в конечном итоге эмигрировал в США.
Давление со стороны Конгресса США привело к расследованию, проведённому Библиотекой Конгресса, которое пришло к выводу, что казнь Лема была незаконной по законам Южного Вьетнама. В 1978 году Служба иммиграции и натурализации (INS) заявила, что Лоан совершил военное преступление. Они попытались депортировать его, но президент Джимми Картер лично вмешался, чтобы остановить процесс, заявив, что «такой исторический пересмотр был безумием». Сотрудники Картера объяснили, что президент был обеспокоен тем, как к Лоану будут обращаться во Вьетнаме. Лоан умер 14 июля 1998 года в Берке, штат Вирджиния, в возрасте 67 лет.
Единственным выжившим после массового убийства семьи Туана (также известного как Лем) был Хуан Нгуен. В возрасте девяти лет он был трижды ранен во время нападения и оставался со своей матерью в течение двух часов, пока она истекала кровью. В 2019 году он стал самым высокопоставленным вьетнамско-американским офицером в вооружённых силах США, когда был повышен до звания контр-адмирала в Военно-морском флоте США.
В 2012 году Дуглас Слоан снял короткометражный фильм «Сайгон 68» о фотографии Адамса. Фильм подробно рассказывает о влиянии этой фотографии на жизнь Адамса и Лоана, а также на общественное мнение о войне во Вьетнаме.

### Комментарии
1. ↑  Вы Хунх и Вы Суу находились на противоположных сторонах улицы. У Хунх была камера без звука, а у Суу - камера со звуком на пленке[4].
2. ↑  Он возобновил съёмку только после выстрела[12].
3. ↑  Точное содержание сказанного оспаривается. Эдди Адамс сообщил: «Они убили многих моих людей и многих ваших людей». Говард Такнер сообщил: «За последние несколько дней было убито много американцев и много моих лучших вьетнамских друзей. Теперь вы понимаете? Будда поймёт». В периодических изданиях было опубликовано несколько других вариантов[14].